# Динчо Карамунчев
Динчо Иванов Карамунчев е български офицер, бригаден генерал.

## Биография
Роден е на 27 юни 1955 г. в Копривщица. Завършва Военновъздушното училище в Долна Митрополия. Завършил е Военната академия в София и военна академия в Париж.
На 24 август 1998 г. е назначен за началник на щаба на корпус „Противовъздушна отбрана“, считано от 1 септември 1998 г. На 6 юни 2002 г. е освободен от длъжността началник-щаб на корпус „Противовъздушна отбрана“, назначен за командир на корпус „Противовъздушна отбрана“ и удостоен с висше военно звание бригаден генерал. На 5 април 2003 г. е освободен от длъжността командир на корпус „Противовъздушна отбрана“ и назначен за командир на Командване „Противовъздушна отбрана“. На 3 май 2004 г. е освободен от длъжността командир на командване „Противовъздушна отбрана“ и назначен за началник на управление „Личен състав“ в Генералния щаб на Българската армия.
На 4 май 2005 г. е назначен за началник на управление „Личен състав“ в Генералния щаб на Българската армия. На 25 април 2006 г. е освободен от длъжността началник на управление „Личен състав“ в Генералния щаб на Българската армия, считано от 1 юни 2006 г. Бил е военен аташе в Париж. На 1 юли 2009 г. е назначен за началник-щаб на НАТО „Тирана“. От август 2009 до 30 юни 2010 г. е началник-щаб на НАТО в Албания. На 3 май 2010 г. е освободен от длъжността началник-щаб на НАТО „Тирана“, считано от 30 юни 2010 г. Член е на неправителствената организация Общо копривщенско настоятелство. Бил е военен аташе в Украйна.